# Hedin
Pour les articles homonymes, voir Hedin (homonymie).
Hedin (v. isl. Heðinn) est un roi de la mythologie nordique, fils de Hiarrandi (l'un des noms d'Odin). Il enleva Hildr, la fille du roi Hogni alors que ce dernier était absent. À son retour, celui-ci se mit à la poursuite de Hedin avec son armée. Il le rattrapa au niveau de l'île de Hoy (v. isl Háey, à l'ouest de la baie de Scapa Flow). Hedin envoya alors Hildr avec un collier en guise de réconciliation, ce que Hogni refusa. Les deux rois disposèrent donc leurs armées en ordre de bataille, car c'était la seule issue à ce conflit.
Hedin proposa une dernière fois une grande quantité d'or à Hogni en guise de réparation, mais celui-ci refusa, car il avait déjà tiré de son fourreau Dainsleif (v. isl. Dáinsleif, "leg de Dáinn"), l'épée magique qui cause la mort à chaque fois qu'elle est tirée de son fourreau et dont les blessures ne guérissent jamais.
C'est alors que commença la bataille des Hiadningar (v. isl. Hiaðningar, qui semble signifier "Heðinn et les siens"), ou Hjadningavíg. Elle dura une journée et le soir, les deux rois regagnèrent leurs bateaux. Alors Hildr arriva sur le champ de bataille et grâce à sa magie, ressuscita tous ceux qui étaient morts. Le lendemain, les rois revinrent sur le champ de bataille et recommencèrent à se battre.
Chaque soir, tous les guerriers morts reviennent à la vie et recommencent leur éternel combat le lendemain. La légende dit qu'ils se battront ainsi jusqu'au Crépuscule des Dieux.

## Sources
- Snorri Sturluson, L'Edda [détail des éditions]
- Snorri Sturluson, L'Edda : Récits de mythologie nordique, trad., intr. et notes François-Xavier Dillmann, Paris, Gallimard, cop. 1991. 231 p. L'Aube des peuples.  (ISBN 2-07-072114-0).